# Amar Das
Amar Das (Pendżabski: ਗੁਰੂ ਅਮਰ ਦਾਸ) (ur. 5 maja 1479, zm. 1 września 1574 w Amritsarze) – trzeci z jedenastu guru sikhizmu i stał się Guru 26 marca 1552 po Guru Lehna Agad, który zmarł 29 marca 1552.
Urodził się w Basarka, był najstarszym z rodzeństwa. Jego ojciec to Tej Bhan Bhalla, a matka Mata Lakhmi. W wieku 24 lat ożenił się z Mansa, z którą miał dwóch synów, Mohan i Mohri, i dwie córki, Dani i Bibi Bibi Bhani. Amar Das często pielgrzymował do Haridwar i Jwalamukhi. W wieku 73 lat, przystąpił do sikhizmu. Amar Das podniósł status kobiet i wyrównał go z prawami mężczyzn wyznawców sikhizmu.
W dniu 14 maja 1574 oświadczono, że jego koniec był bliski, Guru Amar Das wysłał do Baba Buddy i innych prominentnych Sikhów (w tym swoich dwóch synów Mohan i Mohri) list. Oświadczył: Zgodnie z tradycją ustanowiony przez Guru Nanak, lidera na Sikhowie musi przejść do najbardziej zasługujących. I dlatego, ten zaszczyt dosiągł mojego zięcia Jetha. Guru Amar Das następnie zmienił Jetha na Ram Das, co oznacza, Sługa Boży. Baba Buddy został poproszony o namaszczenie czoła Amara Dasa z szafranowym znakiem. Wszystkim obecnym oddał pokłon, a także przed Guru Ram Das. Wkrótce potem Guru Amar Das zmarł w pełni księżyca Bhadon 1 września 1574 w wieku 95 lat.
| Imię                  | Data urodzenia   | Wybór na Guru       | Śmierć              |
| --------------------- | ---------------- | ------------------- | ------------------- |
| Guru Nanak            | 15 kwietnia 1469 | 20 sierpnia 1507    | 22 września 1539    |
| Guru Lehna Agad       | 31 marca 1504    | 7 września 1539     | 29 marca 1552       |
| Guru Amar Das         | 5 maja 1479      | 26 marca 1552       | 1 września 1574     |
| Guru Ram Das          | 24 września 1534 | 1 września 1574     | 1 września 1581     |
| Guru Ardżan           | 15 kwietnia 1563 | 1 września 1581     | 30 maja 1606        |
| Guru Hargobind        | 19 czerwca 1595  | 25 maja 1606        | 28 lutego 1644      |
| Guru Har Rai          | 16 stycznia 1630 | 3 marca 1644        | 6 października 1661 |
| Guru Har Krishan      | 7 lipca 1656     | 6 października 1661 | 30 marca 1664       |
| Guru Tegh Bahadur     | 1 kwietnia 1621  | 20 marca 1665       | 11 listopada 1675   |
| Guru Gobind Singh     | 22 grudnia 1666  | 11 listopada 1675   | 7 października 1708 |
| Sri Guru Granth Sahib |                  | 7 października 1708 |                     |